# 세종평택로
세종평택로는 세종특별자치시 소정면 운당리 운당 교차로와 충청남도 천안시, 아산시를 거쳐 경기도 평택시 오성면 숙성리 오성 나들목을 잇는 도로이다.
2016년 11월 19일 전 구간이 개통되었다.

## 연혁
- 2002년 12월 : 소정 ~ 배방간 도로 착공
- 2003년 7월 31일 : 연기군 소정면 운당리 ~ 아산시 배방면 갈매리 8.9km 구간을 자동차 전용도로로 지정[1]
- 2004년 12월 : 배방 ~ 음봉간 도로 착공
- 2005년 12월 19일 : 천안시 국도대체우회도로(아산시 배방면 갈매리 ~ 음봉면 송촌리) 11.89km 구간을 자동차 전용도로로 지정[2]
- 2007년 3월 : 음봉 ~ 영인간 도로 착공
- 2008년 1월 11일 : 아산시 음봉면 송촌리 ~ 둔포면 봉재리 5.96km 구간을 자동차 전용도로로 지정[3]
- 2009년 5월 : 영인 ~ 팽성간 도로 착공
- 2009년 8월 : 오성 ~ 청북간 도로 착공
- 2009년 12월 : 팽성 ~ 오성간 도로 착공
- 2010년 4월 5일 : 충청남도 아산시 둔포면 봉재리 ~ 경기도 평택시 팽성읍 노양리 5.97km 구간을 자동차 전용도로로 지정[4]
- 2012년 4월 4일 : 평택시 팽성읍 노양리 ~ 오성면 양교리 11.27km 구간을 자동차 전용도로로 지정[5]
- 2012년 12월 28일 : 소정 ~ 배방간 도로(세종특별자치시 소정면 소정리 ~ 충청남도 아산시 배방읍 갈매리) 8.9km 구간 신설 개통[6]
- 2015년 3월 28일 : 배방 ~ 음봉간 도로(아산시 배방읍 갈매리 ~ 음봉면 송촌리 송촌 교차로) 11.9km 구간 신설 개통[7]
- 2016년 11월 19일 : 음봉 ~ 팽성간 도로(충청남도 아산시 음봉면 송촌리 ~ 경기도 평택시 팽성읍 노양리) 11.93km 구간 신설 개통[8], 팽성 ~ 오성간 도로(평택시 팽성읍 노양리 ~ 오성면 숙성리) 11.27km 구간 신설 개통[9]
- 2017년 8월 26일 : 음봉 ~ 오성간 자동차전용도로 신대 교차로 부근 평택국제대교 건설현장 교량붕괴로 오성에서 음봉방향 진입통제, 팽성 교차로 ~ 신남 교차로 전 구간 통제
- 2017년 9월 9일 : 오후 2시부터 신대 교차로를 제외한 나머지 도로 재개통
- 2017년 12월 27일 : 2개 이상 시·도에 걸쳐 있는 도로로 세종평택로를 고시[10]

## 주요 경유지
세종특별자치시
- 소정면

충청남도
- 천안시 동남구 풍세면 - 아산시 (배방읍 · 탕정면 · 신동 · 염치읍 · 탕정면 · 음봉면 · 둔포면)

경기도
- 평택시 (팽성읍 · 안중읍 · 오성면)

| 개통 (2012년) | 개통 (2015년) | 개통 (2016년) | 개통 (2016년) | 개통 (2016년) | 개통 (2016년) |

## 노선
전 구간 국도 제43호선에 속하므로 이 노선에 대한 별도 표기는 생략한다. 전 구간이 자동차 전용도로이다.
| 이름                            | 접속 노선                                                             | 소재지                  | 소재지                                  | 비고                                    |
| 세종로와 직결                   | 세종로와 직결                                                         | 세종로와 직결           | 세종로와 직결                           | 세종로와 직결                           |
| ------------------------------- | --------------------------------------------------------------------- | ----------------------- | --------------------------------------- | --------------------------------------- |
| 운당 교차로 (운당1교)           | 국도 제1호선 국도 제23호선 (세종로)                                   | 세종특별자치시          | 소정면                                  | 평택 방면 진입 불가 세종 방면 진출 불가 |
| 운당2교                         |                                                                       | 세종특별자치시          | 소정면                                  |                                         |
| 운당 교차로 (내동교)            | 소정안골1길                                                           | 세종특별자치시          | 소정면                                  | 평택 방면 진출 불가 세종 방면 진입 불가 |
| 남풍세 나들목 (남풍세IC 교차로) | 25호선 논산천안고속도로                                               | 천안시                  | 동남구 풍세면                           |                                         |
| 가송1교 가송2교 상마교          |                                                                       | 천안시                  | 동남구 풍세면                           |                                         |
| 풍세 교차로                     | 송정2길                                                               | 천안시                  | 동남구 풍세면                           |                                         |
| 풍서천교                        |                                                                       | 천안시                  | 동남구 풍세면                           |                                         |
| 용정 교차로 (용정1교)           | 태학산로                                                              | 천안시                  | 동남구 풍세면                           |                                         |
| 용정2교                         |                                                                       | 천안시                  | 동남구 풍세면                           |                                         |
| 삼태 교차로 (갈매1교)           | 봉강천로 금호1길                                                      | 천안시                  | 동남구 풍세면                           |                                         |
| 갈매2교 갈매3교 갈매교 호서교   |                                                                       | 아산시                  | 배방읍                                  |                                         |
| 장영실교                        |                                                                       | 아산시                  | 배방읍                                  |                                         |
| 탕정면                          |                                                                       | 아산시                  |                                         |                                         |
| 북수 교차로                     | 국도 제21호선 (온천대로) 북수동로                                     | 아산시                  | 은수 교차로와 연결                      |                                         |
| 갈산교 삼성교 한내1교 한내2교   |                                                                       | 아산시                  |                                         |                                         |
| 용두1교                         |                                                                       | 아산시                  | 온양동                                  |                                         |
| 용두1교                         | 염치읍                                                                | 아산시                  |                                         |                                         |
| 현충 교차로 (용두2교)           | 지방도 제624호선 (이순신대로)                                         | 아산시                  |                                         |                                         |
| 용두 교차로                     | 국도 제39호선 (배방 ~ 탕정 도로)                                      | 아산시                  |                                         |                                         |
| 용두3교                         |                                                                       | 아산시                  |                                         |                                         |
| 탕정면                          |                                                                       | 아산시                  |                                         |                                         |
| 용두간이 교차로                 | 꾀꼴성길                                                              | 아산시                  | 평택 방면 진출 불가 세종 방면 진입 불가 |                                         |
| 용두생태터널                    |                                                                       | 아산시                  | 연장 120m                               |                                         |
| 용두터널                        |                                                                       | 아산시                  | 연장 985m                               |                                         |
| 용두터널                        | 음봉면                                                                | 아산시                  | 연장 985m                               |                                         |
| 청계교 송촌교                   |                                                                       | 아산시                  |                                         |                                         |
| 송촌 교차로                     | 지방도 제628호선 (음봉로)                                             | 아산시                  |                                         |                                         |
| 송촌생태통로                    |                                                                       | 아산시                  | 연장 약 20m                             |                                         |
| 음봉산단 교차로 (소동교)        | 국가지원지방도 제70호선 (연암율금로)                                  | 아산시                  |                                         |                                         |
| 봉재 교차로 (원두교)            | 봉신로                                                                | 아산시                  | 둔포면                                  |                                         |
| 신항 교차로 (관대천교)          | 국도 제45호선 (충무로) 해위안길                                       | 아산시                  | 둔포면                                  |                                         |
| 신항교 송용1교 송용2교          |                                                                       | 아산시                  | 둔포면                                  |                                         |
| 송용지하차도                    |                                                                       | 아산시                  | 둔포면                                  |                                         |
| 신남 교차로                     | 국도 제34호선 (장영실로)                                              | 아산시                  | 둔포면                                  |                                         |
| 둔포천2교 신법1교               |                                                                       | 아산시                  | 둔포면                                  |                                         |
| 신법 교차로                     | 아산호로                                                              | 아산시                  | 둔포면                                  |                                         |
| 신법2교                         |                                                                       | 아산시                  | 둔포면                                  |                                         |
| 신둔포천교                      |                                                                       | 아산시                  | 둔포면                                  |                                         |
| 평택시                          | 팽성읍                                                                |                         |                                         |                                         |
| 평택시                          | 팽성읍                                                                | 신대 교차로             | 계양로                                  |                                         |
| 평택시                          | 팽성읍                                                                | 팽성교                  |                                         |                                         |
| 평택시                          | 팽성읍                                                                | 팽성 교차로             | 팽성남로                                |                                         |
| 평택시                          | 팽성읍                                                                | 평택대교                |                                         |                                         |
| 평택시                          | 안중읍                                                                |                         |                                         |                                         |
| 평택시                          | 삼정교                                                                |                         |                                         |                                         |
| 평택시                          | 안중 나들목                                                           | 17호선 익산평택고속도로 |                                         |                                         |
| 평택시                          | 길음1교 길음2교                                                       |                         | 오성면                                  |                                         |
| 평택시                          | 길음 교차로                                                           | 강변로                  | 오성면                                  |                                         |
| 평택시                          | 미촌교 길음교 당거교 숙성1교 숙성2교 숙성3교 숙성4교 오성2교 교포천교 |                         | 오성면                                  |                                         |
| 오성 나들목                     | 17호선 평택파주고속도로 국도 제38호선 (서동대로)                      |                         | 오성면                                  |                                         |
| 익산평택고속도로와 직결         |                                                                       |                         |                                         |                                         |